# Euastacus bindal
Euastacus bindal é uma espécie de crustáceo da família Parastacidae.
É endémica da Austrália.